# Catoxyethira disymetrica
Catoxyethira disymetrica är en nattsländeart som beskrevs av Francois-Marie Gibon 1991. Catoxyethira disymetrica ingår i släktet Catoxyethira och familjen smånattsländor. Utöver nominatformen finns också underarten C. d. yaoundeensis.